# Apterocis variegatus
Apterocis variegatus es una especie de coleóptero de la familia Ciidae.

## Distribución geográfica
Habita en Hawái.